# Petersberg (Hessen)
Petersberg település Németországban, Hessen tartományban. Lakosainak száma 16 375 fő (2023. december 31.).

## Népesség
A település népességének változása:
| Lakosok száma | 15 783 | 15 924 | 16 069 | 16 410 | 16 375 |
|               | 2017   | 2019   | 2021   | 2022   | 2023   |